# メルセデス・F1 W08 EQ Power+
メルセデス・F1 W08 EQ Power+ (Mercedes F1 W08 EQ Power+) は、メルセデスが2017年のF1世界選手権参戦用に開発したフォーミュラ1カーである。
この年からシャシーおよびパワーユニットの名称に、将来のすべてのメルセデスAMGハイブリッドモデルの技術ラベルとなる「EQ Power+」が付けられることになった。

## 概要

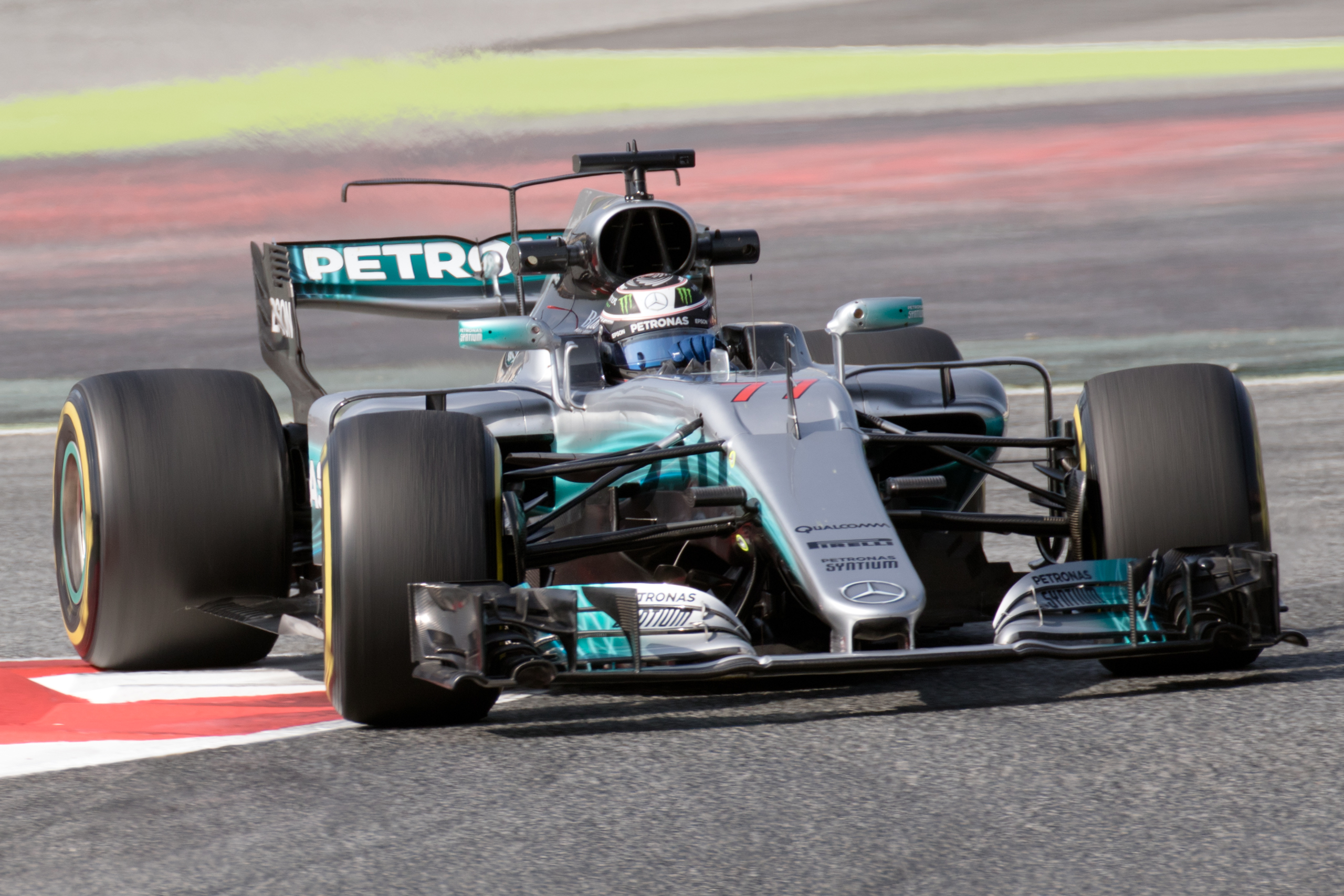
バルセロナで行われたプレシーズンテストでのF1 W08 EQ Power+（ドライバーはバルテリ・ボッタス）。この年、各チームで採用された「Tウイング」が装着されている。

2017年2月22日にティザー画像が公開され、翌23日にシルバーストン・サーキットでシェイクダウンを行ったのち正式公開された。
ホイールベースは3960mmと全10チームで最も長く、突起物のないフロントノーズが採用され、シャークフィンが非常に短いのが特徴となっているが、シャークフィンについてはその後のプレシーズンテストで他チームが採用している長めのものも使用し、その後ろで独立した水平翼（Tウイング）もテストしている。この「Tウイング」は他のチームにも採用された。さらにそのTウイングを二重にした「ダブルTウイング」もテストされた。また、シャークフィンをチムニーダクト化したものもテストされている。
フロントサスペンションの構成が独特で、ホイール側はアップライト本体から上に飛び出したパーツにアッパーアームがジョイントする。空力的にロワアームのマウント位置を高くして、上下アームの間隔を維持するため、アッパーアームの位置も高くなった。この設計は同年のトロ・ロッソ STR12でも採用されているが、「完全なる偶然」だという。
レギュレーション変更により解禁されたバージボードエリアは複雑な多重構造になっており、シーズン中にマイナーチェンジが続けられた。第5戦スペインGPでは大掛かりな空力アップデートを実施し、従来よりも細いフロントノーズの下にひれのような大型のターニングベインが装着された。
2014年にFRIC（前後相関）サスペンションが禁止されてから、メルセデスは合法的な油圧制御サスペンションを開発し、パディ・ロウいわく「複雑かつ広範囲にわたる非線形的な変位」で細やかに車体姿勢を調整していた。しかし、2016年末にフェラーリがこの「トリックサスペンション」の使用について国際自動車連盟 (FIA) に質問し、FIAは完全な合法ではないと判断して、シーズン開幕前にメルセデスとレッドブルにデザインの変更を命じた。
他を圧倒し続けていた2014年から2016年と比べ、2017年はコースやタイヤに合わせたマシンセッティングの難しさがあり、モナコやシンガポールといった低速コースを苦手とした。チームはシーズン前半戦は解決策が見つけられず、W08を気まぐれな「ディーヴァ（歌姫）」と形容した。苦戦の原因として指摘されたのは、マシンの超過重量と、ロングホイールベース設計であった。メルセデスは車体のレーキ角を水平に近いぐらいに緩やかにして車高が一定になるようデザインしており、これによって車高の変化が小さい中速及び高速コースでは安定したダウンフォースが得られるが、低速コースでは車高の変化が大きいためパフォーマンスを発揮しにくいのでは、というものである。しかし、チーム首脳はロングホイールベース原因説を否定している。

## 2017年シーズン

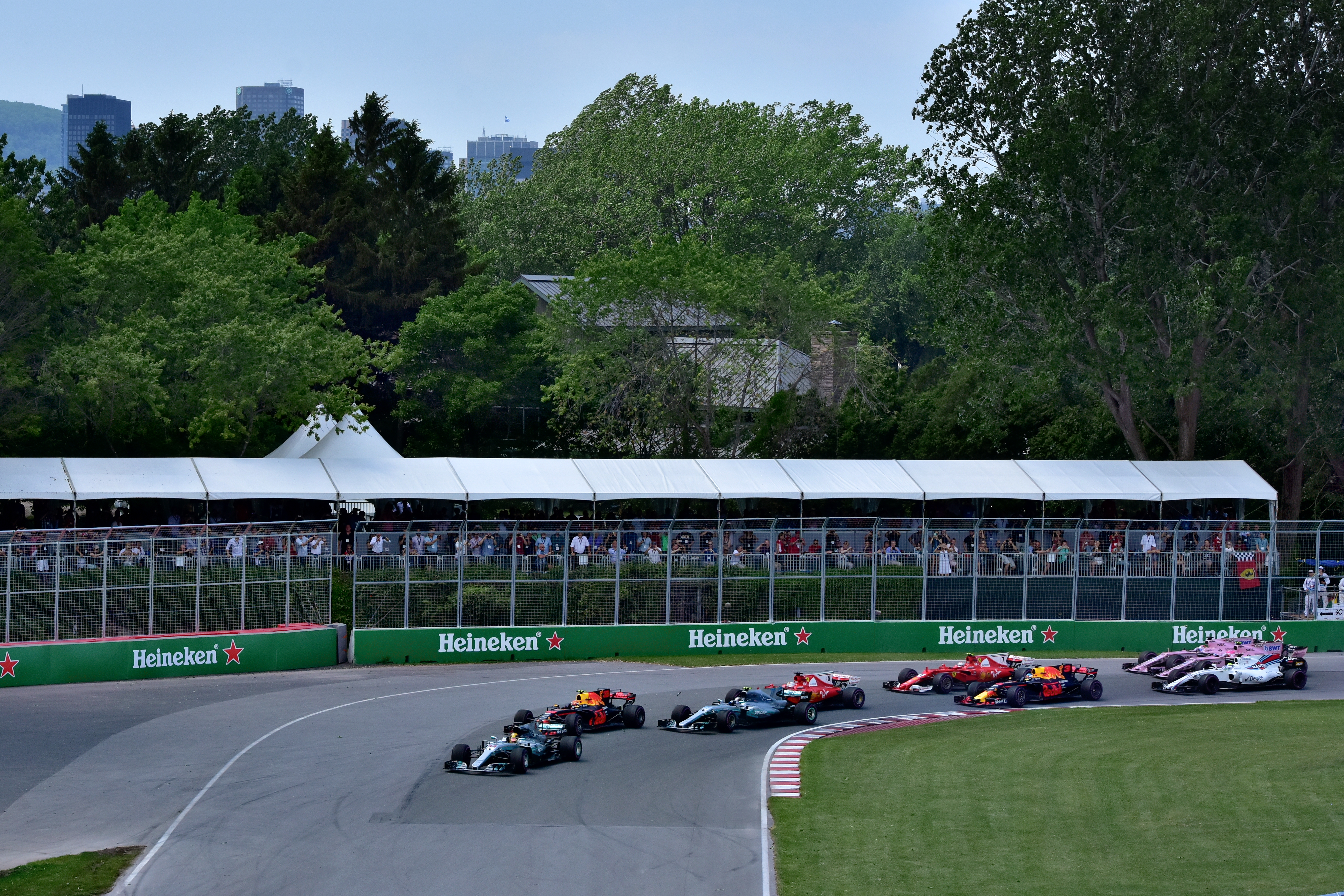
カナダGPでワン・ツー・フィニッシュ

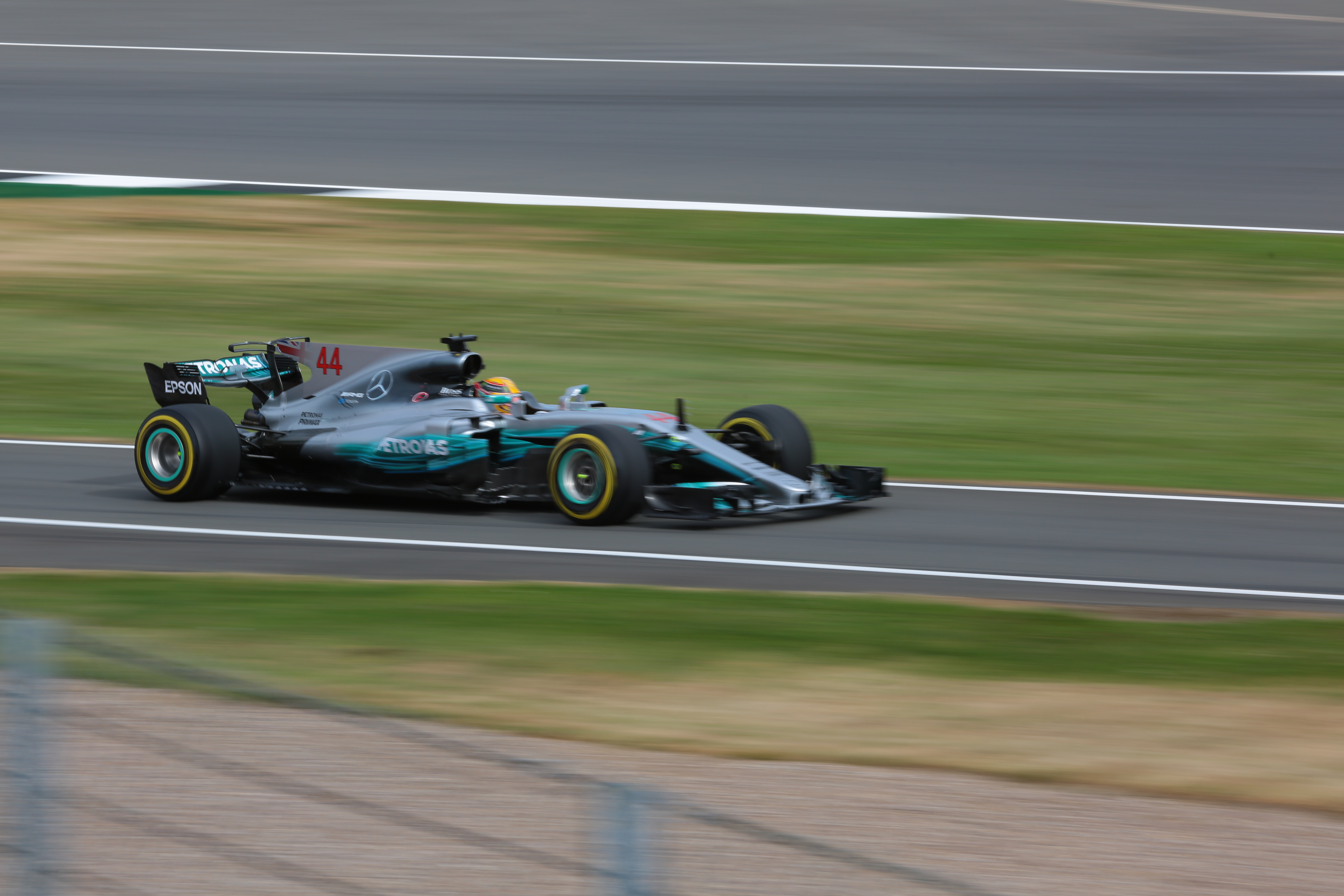
イギリスGPでシーズン3度目のグランドスラムを達成したルイス・ハミルトン

ドライバーは同チーム5年目を迎えるルイス・ハミルトンと、引退したニコ・ロズベルグの後任となったバルテリ・ボッタス。
開幕戦オーストラリアGPではハミルトンがポールポジションを取りながらも、レースで逆転を許してフェラーリのセバスチャン・ベッテルに敗れた。第2戦中国GPでハミルトンがグランドスラムを飾ってシーズン初優勝を果たした。バーレーンGPでボッタスが初のポールポジションを獲得し、フロントローを独占したにもかかわらずベッテルに優勝を奪われた。続く第4戦ロシアGPでは逆にフェラーリにフロントローを独占されたが、好スタートを切ったボッタスが初優勝を飾った。
第7戦カナダGPでハミルトンがシーズン2度目のグランドスラムを達成し、今シーズン初のワン・ツー・フィニッシュを飾ってからはフェラーリよりも優位に立てるようになり、オーストリアGPではボッタスが初のポール・トゥ・ウィンで2勝目をあげ、イギリスGPではハミルトンが再びグランドスラムで勝ち、ワン・ツー・フィニッシュも達成した。ハミルトンはベルギーGPとイタリアGPでもポール・トゥ・ウィンを記録（イタリアGPではシーズン3回目のワン・ツー・フィニッシュも達成）し、ドライバーズランキングでもベッテルを抜いてトップに立った。シンガポールGPの予選ではフェラーリやレッドブルにも遅れを取ったが、決勝では序盤のマックス・フェルスタッペンとフェラーリ勢のアクシデントに助けられハミルトンが3連勝となった。日本GPでハミルトンがポール・トゥ・ウィンを飾り、シンガポールGP以降アクシデントやマシントラブルにより失速したフェラーリ勢に決定的な差を付け、アメリカGPもハミルトンがポール・トゥ・ウィンで勝ち、4年連続のコンストラクターズチャンピオンを獲得、次のメキシコGPでハミルトンの2年ぶり4度目のドライバーズチャンピオンも決定した。ブラジルGPはボッタスがポールポジションを獲得するも2位、ハミルトンは予選でクラッシュを喫しピットレーンスタートとなったが、驚異的な追い上げで4位となった。最終戦アブダビGPはボッタスがハミルトンを抑えポール・トゥ・ウィンを飾った。
速さのみならず、ハミルトンが全戦入賞、ボッタスもリタイア1回のみと非常に高い信頼性も兼ね備えていてこれが、終盤戦にトラブルが続出しレースを落とすことの多かったフェラーリとの明暗を分けた。
ちなみにボッタスが初優勝を飾った際のマシンは、2021年シーズン終了後にメルセデスを離脱したボッタスに対し、餞別として贈られた。

## スペック

### シャシー
- シャーシ名 F1 W08 EQ Power+
- シャシー構造 カーボンファイバー/ハニカムコンポジット複合構造モノコック
- ボディワーク カーボンファイバーコンポジット/エンジンカバー、サイドポッド、フロア、ノーズ、フロントウイング、リアウイング
- コクピット カーボンファイバーコンポジット/着脱式各ドライバー専用シート、OMPレーシング 6点式セーフティベルト、ハンスシステム
- 安全構造 コクピット・サバイバルシェル/耐衝撃構造＆進入防止パネル、フロント/サイド/リア インパクトストラクチャー、フロント&リア ロールストラクチャー
- サスペンション カーボンファイバー製ダブルウィッシュボーン、プッシュロッド（フロント）/プルロッド（リア）式トーションバー&アンチロールバー
- ホイール O・Z マグネシウム製
- タイヤ ピレリ
- ブレーキシステム カーボンファイバー製/カーボンディスク&パッド、リア・ブレーキ・バイ・ワイヤ
- ブレーキキャリパー ブレンボ
- ステアリング パワーアシスト ラック・アンド・ピニオン
- ステアリング・ホイール カーボンファイバー製
- エレクトロニクス FIA（MES） スタンダードECU
- 計器 MES
- 燃料システム ATL製ケブラー強化ゴムタンク
- 潤滑油 ペトロナス Tutela

### トランスミッション
- ギアボックス 8速+リバース、カーボンファイバー製メインケース
- ギアセレクション セミオートマチック・シーケンシャル（油圧式）
- クラッチ カーボンプレート

### サイズ
- 全長 5,700mm
- 全幅 2,000mm
- 全高 950mm
- 重量 728kg（冷却水、潤滑油、ドライバーを含む）

### パワーユニット構成
- 型式 メルセデス M08 EQ Power+
- 重量 145kg
- パワーユニット構成 内燃機関/エンジン（ICE）、モーター・ジェネレーター・ユニット・キネティック（MGU-K）、モーター・ジェネレーター・ユニット・ヒート（MGU-H）、ターボチャージャー（TC）、エナジーストア（ES）、電子制御（CE）

### パワーユニット
- ドライバーあたりの年間使用可能数 4基
- 排気量 1,600cc
- 気筒数・角度 V型6気筒・90度
- バルブ数 24
- 最高回転数 15,000rpm(レギュレーションで規定)
- 最大燃料流量 100kg/h（10,500rpm以上）
- 燃料噴射方式 高圧縮直噴（1つの噴射機/シリンダーあたり最大500バール）
- 過給機 同軸単段コンプレッサー、排気タービン

- エキゾーストタービン最大回転数 125,000rpm
- 出力 1000bhp

### ERS（エネルギー回生装置）
- 構成 モーター・ジェネレーター・ユニットによるハイブリッド・エネルギー回生
- エナジーストア リチウムイオンバッテリー（規定重量の20kg）
- 最大エネルギー蓄積量 4MJ（1周あたり）
- MGU-K
  - 最高回転数 50,000rpm
  - 最大出力 120kW（161bhp）
  - エネルギー回収 2MJ（1周あたり）
  - エネルギー放出 4MJ（1周あたり）
- MGU-H
  - 回転数 125,000rpm
  - 最大出力 無制限
  - 最大エネルギー回生 無制限（1周あたり）
  - 最大エネルギー放出量 無制限（1周あたり）
- 燃料 ペトロナス Primax
- 潤滑油 ペトロナス Syntium

## 記録
| 年   | No. | ドライバー | 1   | 2   | 3   | 4   | 5   | 6   | 7   | 8   | 9   | 10  | 11  | 12  | 13  | 14  | 15  | 16  | 17  | 18  | 19  | 20  | ポイント | ランキング |
| 年   | No. | ドライバー | AUS | CHN | BHR | RUS | ESP | MON | CAN | AZE | AUT | GBR | HUN | BEL | ITA | SIN | MAL | JPN | USA | MEX | BRA | ABU | ポイント | ランキング |
| ---- | --- | ---------- | --- | --- | --- | --- | --- | --- | --- | --- | --- | --- | --- | --- | --- | --- | --- | --- | --- | --- | --- | --- | -------- | ---------- |
| 2017 | 44  | ハミルトン | 2   | 1   | 2   | 4   | 1   | 7   | 1   | 5   | 4   | 1   | 4   | 1   | 1   | 1   | 2   | 1   | 1   | 9   | 4   | 2   | 668      | 1位        |
| 2017 | 77  | ボッタス   | 3   | 6   | 3   | 1   | Ret | 4   | 2   | 2   | 1   | 2   | 3   | 5   | 2   | 3   | 5   | 4   | 5   | 2   | 2   | 1   | 668      | 1位        |

- 太字はポールポジション、斜字はファステストラップ（key）
- † 印はリタイアだが、90%以上の距離を走行したため規定により完走扱い。